# Limón (Colorado)
Limón es un pueblo ubicado en el condado de Lincoln en el estado estadounidense de Colorado. En el año 2000 tenía una población de 2071 habitantes y una densidad poblacional de 431,5 personas por km².

## Geografía
Limón se encuentra ubicado en las coordenadas 39°15′51″N 103°41′24″O / 39.26417, -103.69000.

## Demografía
Según la Oficina del Censo en 2000 los ingresos medios por hogar en la localidad eran de $33.565, y los ingresos medios por familia eran $42.850. Los hombres tenían unos ingresos medios de $30.938 frente a los $23.705 para las mujeres. La renta per cápita para la localidad era de $16.256. Alrededor del 10,3% de la población estaba por debajo del umbral de pobreza.